# تراک‌هیون (کالیفرنیا)
تراک‌هیون، کالیفرنیا (به انگلیسی: Truckhaven, California) یک محدوده ثبت‌نشده در ایالات متحده آمریکا است که در ایالت کالیفرنیا واقع شده‌است.

## خصوصیات
تراک‌هیون -۱۶ متر بالاتر از سطح دریا واقع شده‌است.